# Beaver (Utah)
Beaver város az USA Utah államában. Beaver megyében, melynek megyeszékhelye is. Lakosainak száma 3592 fő (2020. április 1.).

## Népesség
A település népességének változása:
| Lakosok száma | 2454 | 3112 | 3592 |
|               | 2000 | 2010 | 2020 |